# Gare de Châtelaillon
La gare de Châtelaillon est une gare ferroviaire française de la ligne de Nantes-Orléans à Saintes, située sur le territoire de la commune de Châtelaillon-Plage dans le département de la Charente-Maritime en région Nouvelle-Aquitaine. À 12 km au sud de La Rochelle et à 18 km au nord de Rochefort.
C'est une gare de la Société nationale des chemins de fer français (SNCF), desservie par des trains express régionaux TER Nouvelle-Aquitaine.

## Situation ferroviaire
Établie à 5 m d'altitude, la gare de Châtelaillon est située au point kilométrique (PK) 188,915 de la ligne de Nantes-Orléans à Saintes entre les gares d'Angoulins-sur-Mer et Saint-Laurent - Fouras.

## Histoire
La gare de Châtelaillon a été construite lors de la période de l'essor des bains de mer qui apparut sur le littoral charentais dans la seconde moitié du XIXe siècle et connut un engouement populaire dès les débuts de la IIIe République.
C'est pour ainsi dire la première station balnéaire du département à avoir été dotée d'une gare ferroviaire, deux ans avant celle de Royan et dix ans avant celle de Fouras.
C'est la Compagnie des Charentes qui fut choisie pour être le maître d'œuvre de cette nouvelle ligne de chemin de fer qui reliait directement les deux principales villes de la Charente-Inférieure qui étaient Rochefort, alors la plus grande ville du département, et La Rochelle, la préfecture.
La ligne de La Rochelle à Rochefort, d'une longueur de 29 km, longe la côte dans sa plus grande partie et permet de voir les îles du pertuis d'Antioche Aix et Oléron. Elle fut ouverte à l'exploitation le 29 décembre 1873. 
Cette voie ferrée fut incontestablement à l'origine de l'essor de la toute nouvelle station balnéaire de Châtelaillon-Plage qui devint une commune à part entière en 1896 et se dota rapidement de structures de loisirs comme le casino qui dans sa salle de fêtes organisait « pendant la saison estivale des concerts, des comédies, des opérettes et des bals ».
Comme toutes les gares édifiées par la Compagnie des Charentes, celle-ci est de construction tout à fait classique avec une halle d'accueil en rez-de-chaussée et un logement de fonction à l'étage, accolée de deux petits bâtiments à chaque côté du pavillon central. Elle nécessita cependant deux agrandissements successifs lorsqu'elle devint « gare État » après la cession de la compagnie charentaise aux gares de l'État en 1878. Elle est accessible par une allée arborée débouchant sur une petite place où stationnaient les véhicules hippomobiles et autres taxis pour les voyageurs.
La gare a toujours bénéficié d'une forte fréquentation pendant la saison estivale et, ce, dès son ouverture où la station balnéaire devint la station « du tout La Rochelle ». Dans la première moitié du XXe siècle, Châtelaillon connut des périodes de très forte animation touristique et sa gare fut parmi l'une des plus fréquentées du département. Malgré la concurrence accrue de l'automobile au lendemain de la Seconde Guerre mondiale, la gare de Châtelaillon demeure toujours une desserte ferroviaire importante, surtout en période estivale. De plus, sa fréquentation s'est accrue sensiblement depuis la mise en place d'une liaison interurbaine cadencée entre La Rochelle et Rochefort.

## Fréquentation
De 2015 à 2023, selon les estimations de la SNCF, la fréquentation annuelle de la gare s'élève aux nombres indiqués dans le tableau ci-dessous.
| Année     | 2015   | 2016   | 2017   | 2018   | 2019   | 2020   | 2021   | 2022    | 2023    |
| --------- | ------ | ------ | ------ | ------ | ------ | ------ | ------ | ------- | ------- |
| Voyageurs | 81 090 | 78 511 | 87 581 | 68 306 | 85 288 | 56 464 | 88 489 | 123 934 | 130 373 |

## Service des voyageurs

### Accueil
Un service de la SNCF assure l'accueil quotidien de la clientèle (information, vente et réservation) tandis qu'un distributeur automatique de billetterie est également disponible sur le quai.
En 2022, selon les estimations de la SNCF, la fréquentation annuelle de la gare était de 123 934 voyageurs contre 85 288 voyageurs en 2019.

### Desserte

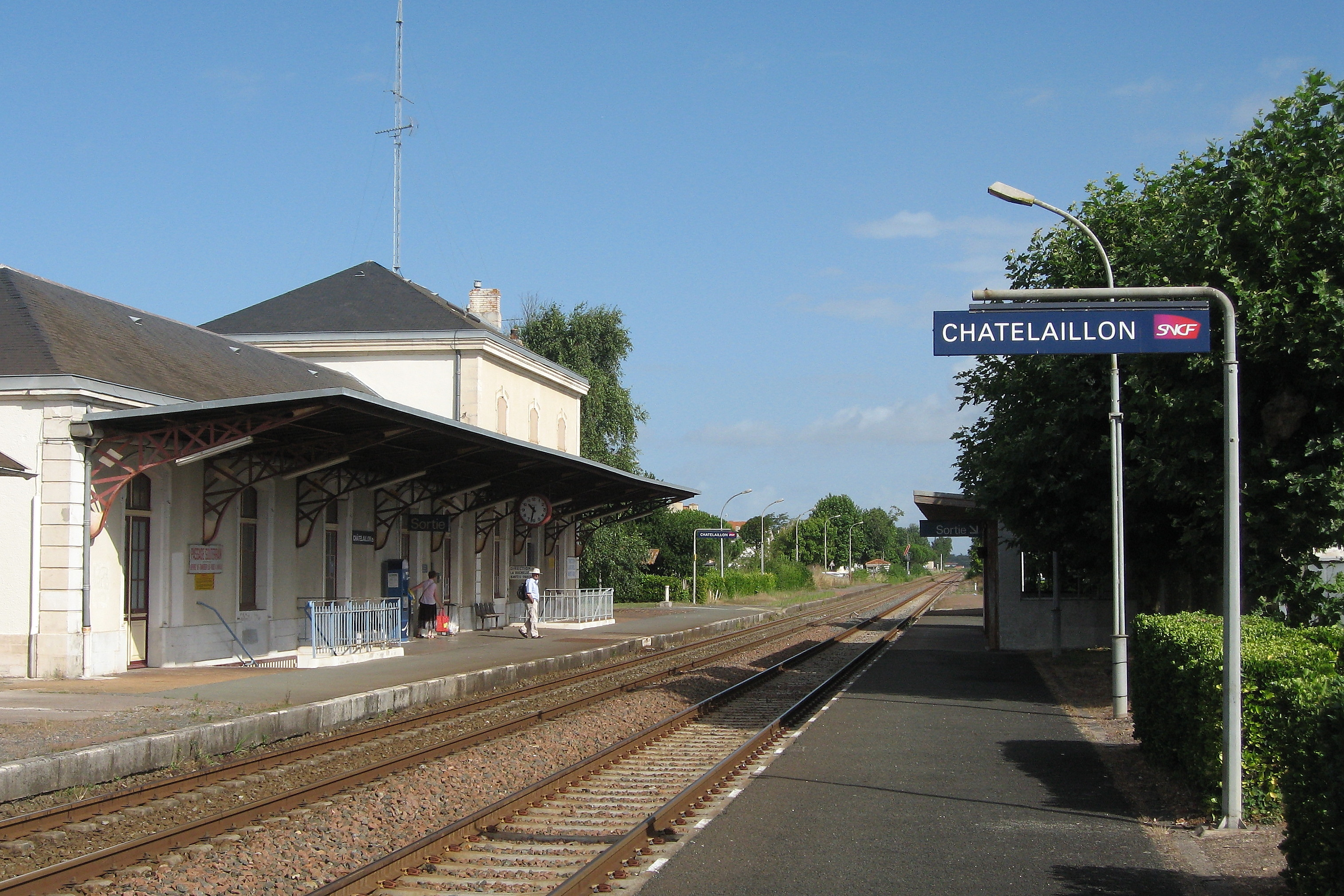
Les voies et quais.

La gare est desservie par des trains du réseau TER Nouvelle-Aquitaine avec deux types de missions : les missions circulant entre La Rochelle-Porte-Dauphine et Rochefort, omnibus et les missions semi-directes circulant entre La Rochelle-Ville et Saintes, Angoulême ou Bordeaux-Saint-Jean.